# Wyoming Dinosaur Center
Le Wyoming Dinosaur Center est une société privée située à Thermopolis dans le Wyoming et spécialisée dans l'exposition de fossiles. Elle dispose de son propre site d'extraction et procède elle-même aux excavations de fossiles. 

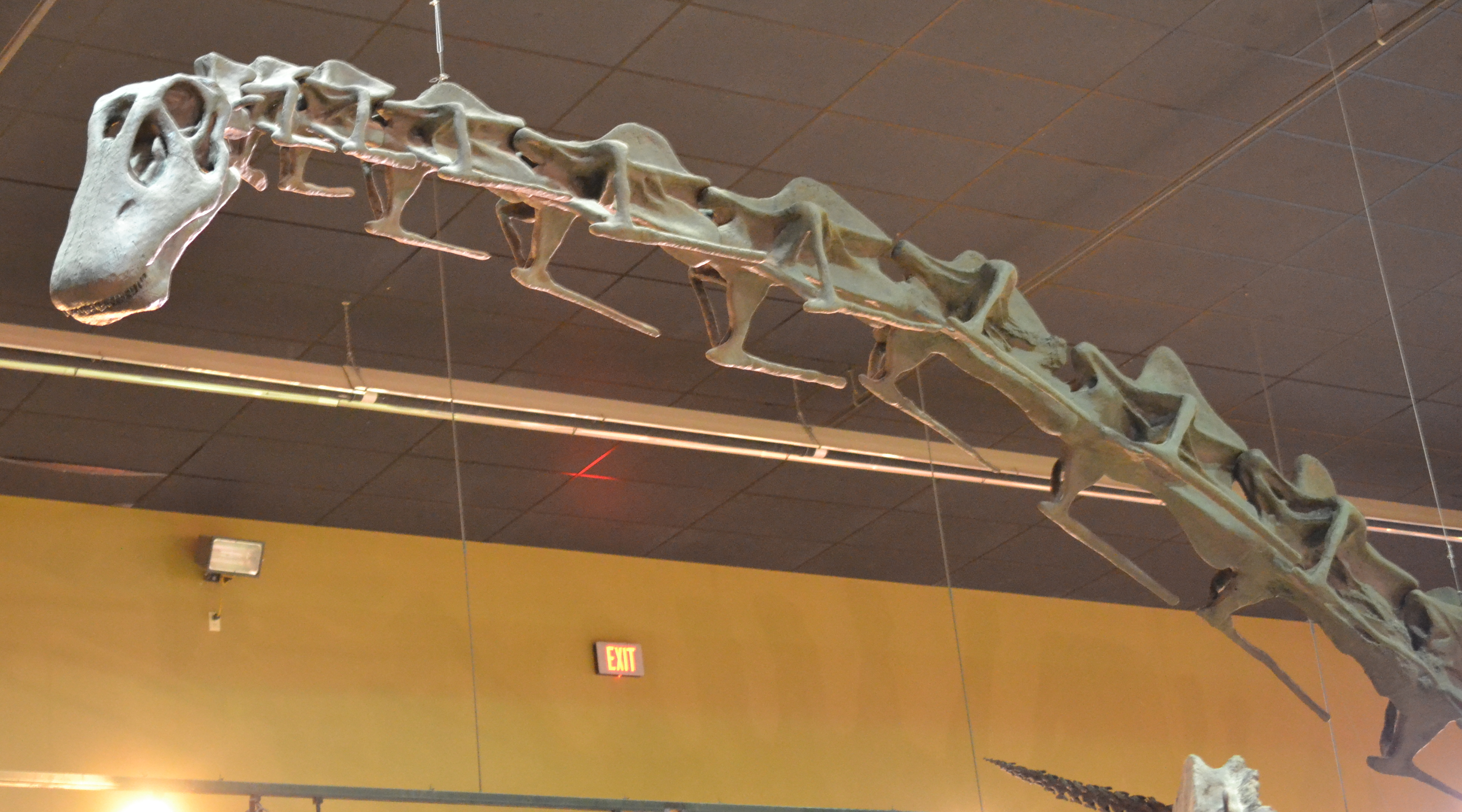
Spécimen de Supersaurus, genre de dinosaures de la famille des Diplodocidae, exposé au Wyoming Dinosaur Center.

## Le musée
Le Centre a acquis le spécimen d'archéoptéryx dit de Thermopolis en 2005 d'un donateur privé qui le détenait depuis quelques décennies. La galerie possède en outre 28 squelettes de dinosaures, des reptiles marins, des répliques de reptiles volants, des fossiles pré-Mésozoïques parmi lesquels de nombreux poissons du Dévonien. Les expositions les plus récentes incluent des chameaux fossiles, des chevaux, des rongeurs et des nimravidés (semblables à des tigres à dents de sabre).

## Le site d'extraction
Plus de 10 000 ossements ont été découverts et excavés dans le site, qui se trouve dans le Warm Springs Ranch à 15 minutes du musée.
Le musée abrite également un laboratoire de préparation, où le personnel et les visiteurs peuvent voir, nettoyer, réparer et préserver les fossiles trouvés dans le site d'extraction voisin ou ailleurs.
Le Wyoming Dinosaur Center propose de nombreux programmes permettant aux visiteurs de déterrer des dinosaures. Le programme Dig for the Day fonctionne l'été, il est destiné aux familles et aux individus qui souhaitent s'initier à la paléontologie.